# Вурумсют
Вурумсю́т (чув. Вӑрӑмҫут) — деревня в Цивильском районе Чувашской Республики. Входит в состав Булдеевского сельского поселения.

## География
Находится в северной части Чувашии на расстоянии приблизительно 9 км на северо-восток по прямой от районного центра города Цивильск.

## История
Известна с 1858 года, когда в ней (тогда выселок села Введенское или Чурашево, ныне Первое Чурашево было 170 жителей. В 1897 было учтено 245 человек, в 1926 — 64 двора, 310 жителей, в 1939 — 65 дворов, 294 жителя, в 1979—195. В 2002 году было учтено 78 дворов, в 2010 — 57 домохозяйств. В период коллективизации был образован колхоз «Планета».

## Население
Постоянное население составляло 186 человека (чуваши 98 %) в 2002 году, 156 в 2010.